# مير من إيست تاون
مير من إيست تاون (بالإنجليزية: Mare of Easttown)‏ هو مسلسل درامي جريمة أمريكي من إخراج كريغ زيبل وبطولة كيت وينسلت ، جان سمارت، وجاي بيرس، وجوليان نيكلسون، وأنجوري رايس، وديفيد دينمان، وإيفان بيترز، وسوزي بيكون، وجون دوجلاس طومسون. تم عرض المسلسل يوم 30 مايو 2021.

## روابط خارجية
- مير من إيست تاون  على قاعدة بيانات الأفلام على الإنترنت (بالإنجليزية).